# François de Créquy
Pour les articles homonymes, voir François de Créquy (évêque), Famille de Créquy, Créquy (homonymie) et Blanchefort.
François de Blanchefort de Créquy de Bonne, marquis de Marines, dit le « Maréchal de Créquy », maréchal de France, possédant le château de Marines (né en 1625 - mort le 3 février 1687 à Paris), est un homme de guerre du règne de Louis XIV. Il s'illustre dans les nombreuses campagnes militaires qui jalonnent le XVIIe siècle à partir de la guerre de Trente Ans. Il fut célébré de son vivant comme le successeur de Turenne, et l'un des chefs militaires les plus importants de son temps.
Il était le petit frère de Charles III de Créquy, avec lequel il ne faut pas le confondre puisqu'ils sont morts tous deux en février 1687 à quelques jours d'intervalle.

## Biographie

### Origines et famille

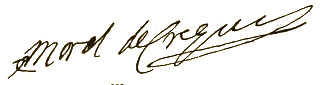
Signature de François de Créquy

Né dans la famille de Blanchefort, substituée à la famille de Créquy, une famille de la noblesse remontant au Xe siècle pour la branche Créquy et au XIIIe siècle pour la branche Blanchefort, héritière d'une grande tradition militaire, François de Créquy est le plus jeune fils de Charles de Blanchefort (mort en 1630), en son vivant sire de Créquy et de Canaples, et d'Anne Grimoard du Roure.
Son frère aîné, Charles III de (Blanchefort) Créquy (1624-1687), duc de Poix, est ami de Louis XIV et son ambassadeur. Son autre frère, Alphonse de (Blanchefort) Créquy, comte de Canaples, succéde au titre de duc de Lesdiguières et pair de France. Ils sont tous petit-fils de Charles Ier de (Blanchefort) Créquy (1573-1638), gendre du maréchal de Lesdiguières.

### Carrière militaire
François de Créquy se fait remarquer, très jeune, lors de la guerre de Trente Ans : à l'âge de vingt-six ans, il est nommé maréchal de camp, et il devient lieutenant-général avant d'avoir atteint trente ans.
Créquy est considéré comme l'un des plus brillants jeunes officiers, et gagne les faveurs du roi Louis XIV par sa fidélité envers la Cour lors de la seconde Fronde (1652-1653). Un lieutenant-général qui a également participé à la guerre de Trente Ans, le vicomte de Turenne, rejoint a contrario les Frondeurs pendant cette même période, ce que Créquy ne lui pardonne pas, d'où des dissensions entre les deux futurs grands militaires. 

### Mariage dans le clan Fouquet et disgrâce
Le 21 janvier 1657, le marquis de Créquy épouse Catherine de Rougé (1641-1713), alors âgée de seulement 16 ans,  fille de Jacques de Rougé, lieutenant général des armées du Roi, et de Suzanne de Bruc, marquis et marquise de Plessis-Bellière. Il a alors 28 ans. L'épouse apporte 60 000 livres de dot. Avec les 149 000 livres mentionnés au contrat comme lui revenant en propre, la somme nuptiale monte à un total de 200 000 livres qui auraient été, dit-on, réglés par le surintendant des Finances Nicolas Fouquet : l'époux est d'une illustre famille, celle des Créquy, mais il n'a pas les moyens de ses frères aînés, tandis que la famille de la mariée, liée au surintendant, n'est pas non plus aussi argentée. Ce mariage est une consécration pour Suzanne du Plessis-Bellière, mère de Catherine, la plus active des conseillères de Fouquet. A ce titre, le marquis de Créquy est un proche du cercle de Saint-Mandé et du surintendant dans les années 1653-1661. En épousant Catherine du Plessis-Bellière, il épouse également le mythe glorieux de son père, l'un des fidèles et des plus importants militaires du roi pendant la Fronde, et qui meurt avant le mariage, en 1654 près de Naples.
En 1659, il achète la seigneurie et le château de Marines (Val-d'Oise). En juillet 1661, toujours grâce au soutien de Fouquet, il acquiert la charge prestigieuse de Général des Galères, moyennant la somme colossale de 700.000 livres, de la famille du cardinal de Richelieu, charge qui appartenait en effet au duc de Richelieu, Armand-Jean de Vignerot du Plessis, neveu du célèbre ministre.
À l'arrestation de Fouquet le 5 septembre 1661, Créquy, trop proche du Surintendant, est disgrâcié. Il est relevé de ses fonctions dès le 24 septembre, et reçoit l'ordre se rendre à Langres, puis s'exile dans son château de Marines (Val d'Oise). Il ne retrouve un poste militaire qu’en 1667.

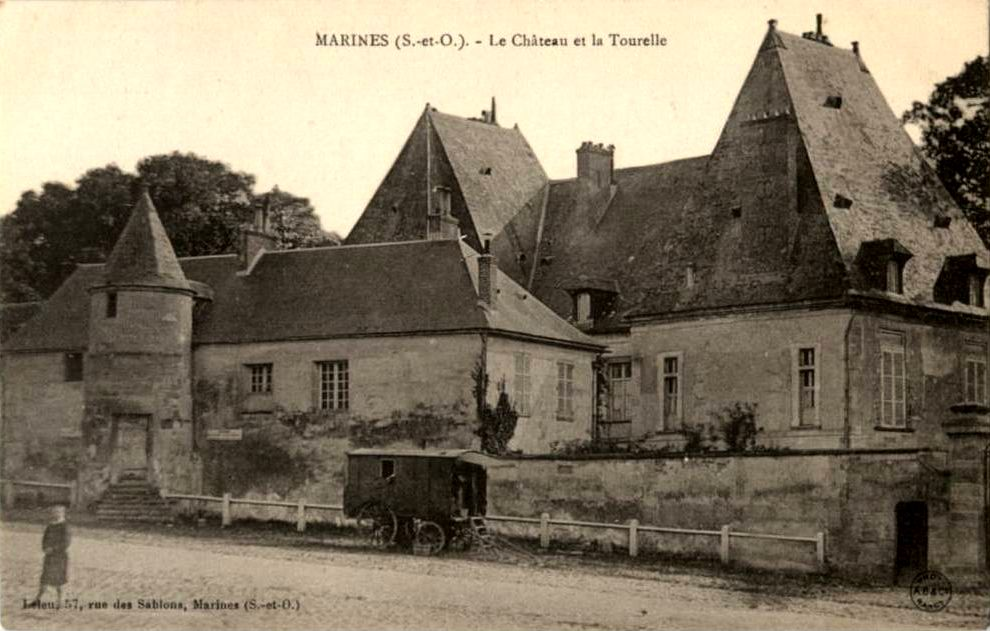
Le château de Marines, où réside le marquis de Créquy durant sa disgrâce
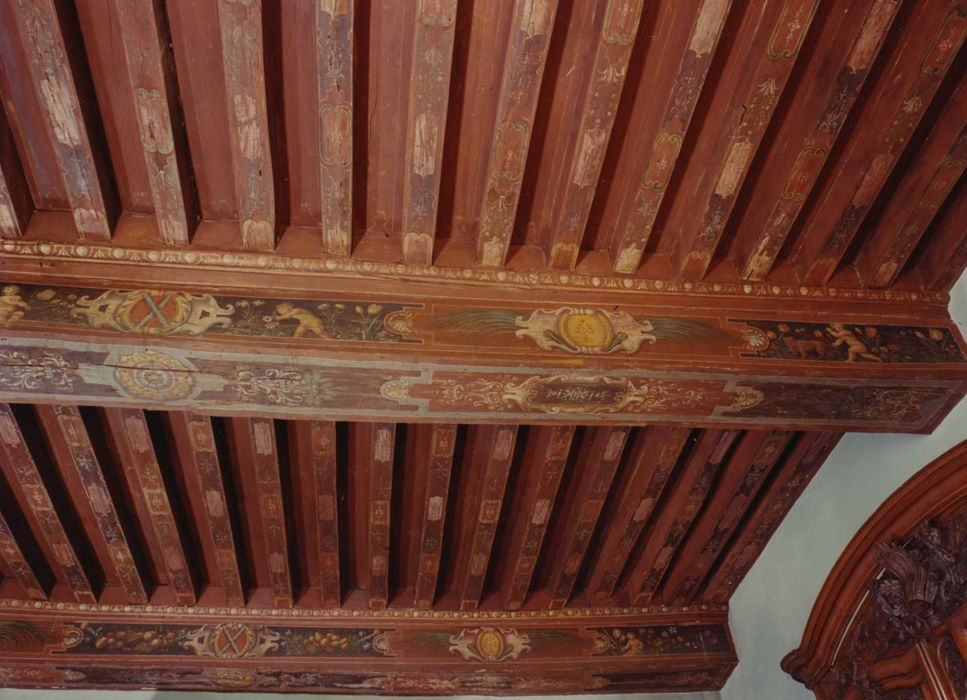
Plafond peint du château de Marines
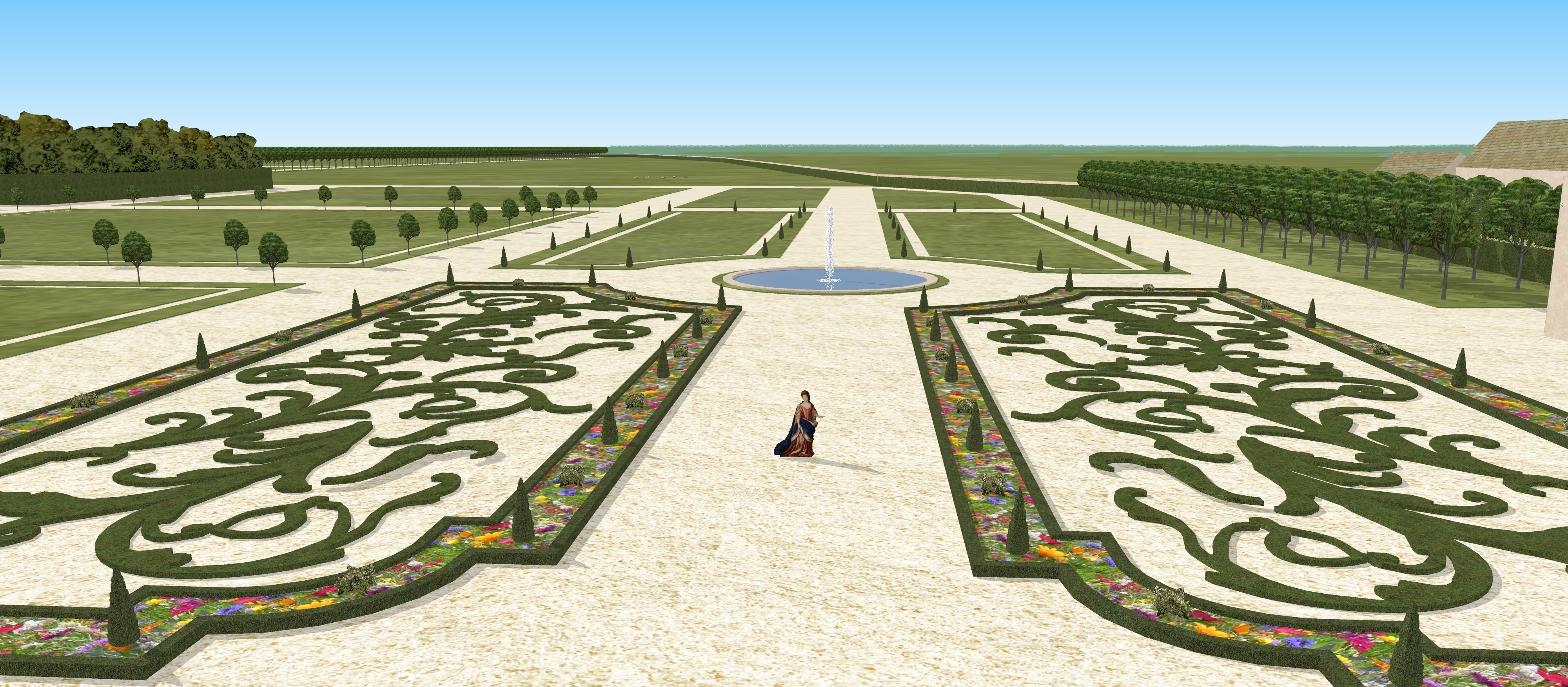
Chateau de Marines, Val Oise, XVIIe

### Nouvelles batailles et retour en grâce
Il est rappelé à servir dans les guerres de Flandres et de Catalogne, et se fait à nouveau remarquer par ses victoires contre le comte de Marsin (1667) et contre le prince de Ligne. Le 8 juillet 1668, le marquis de Créquy est élevé à la dignité de maréchal de France. La même année, il dirige les troupes françaises lors du siège de Dole, alors la capitale de la Franche-Comté.

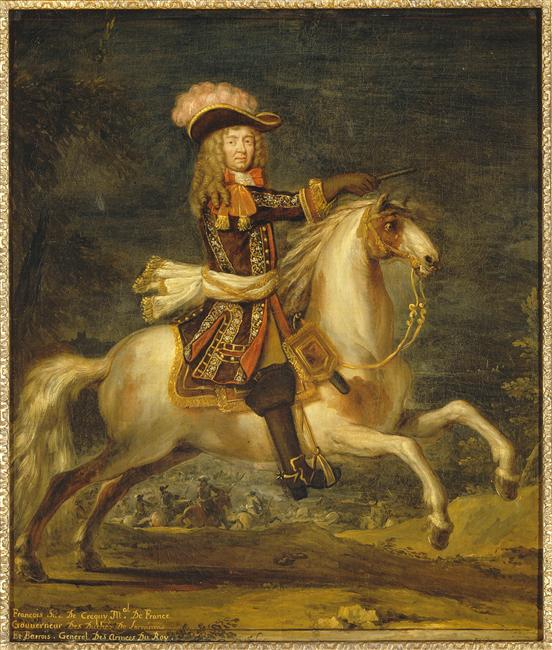
François de Blanchefort de Créquy (1629-1687)

Le 11 mars 1669, le maréchal de Créquy accepte de s'arranger avec le duc de Vivonne, frère aîné de Mme de Montespan alors en pleine faveur, pour céder à ce dernier, contre 500 000 livres, la prestigieuse charge de capitaine général des galères de France. Cette même année 1669, son épouse donne naissance à un deuxième fils, prénommé Nicolas Charles de Blanchefort Créquy.

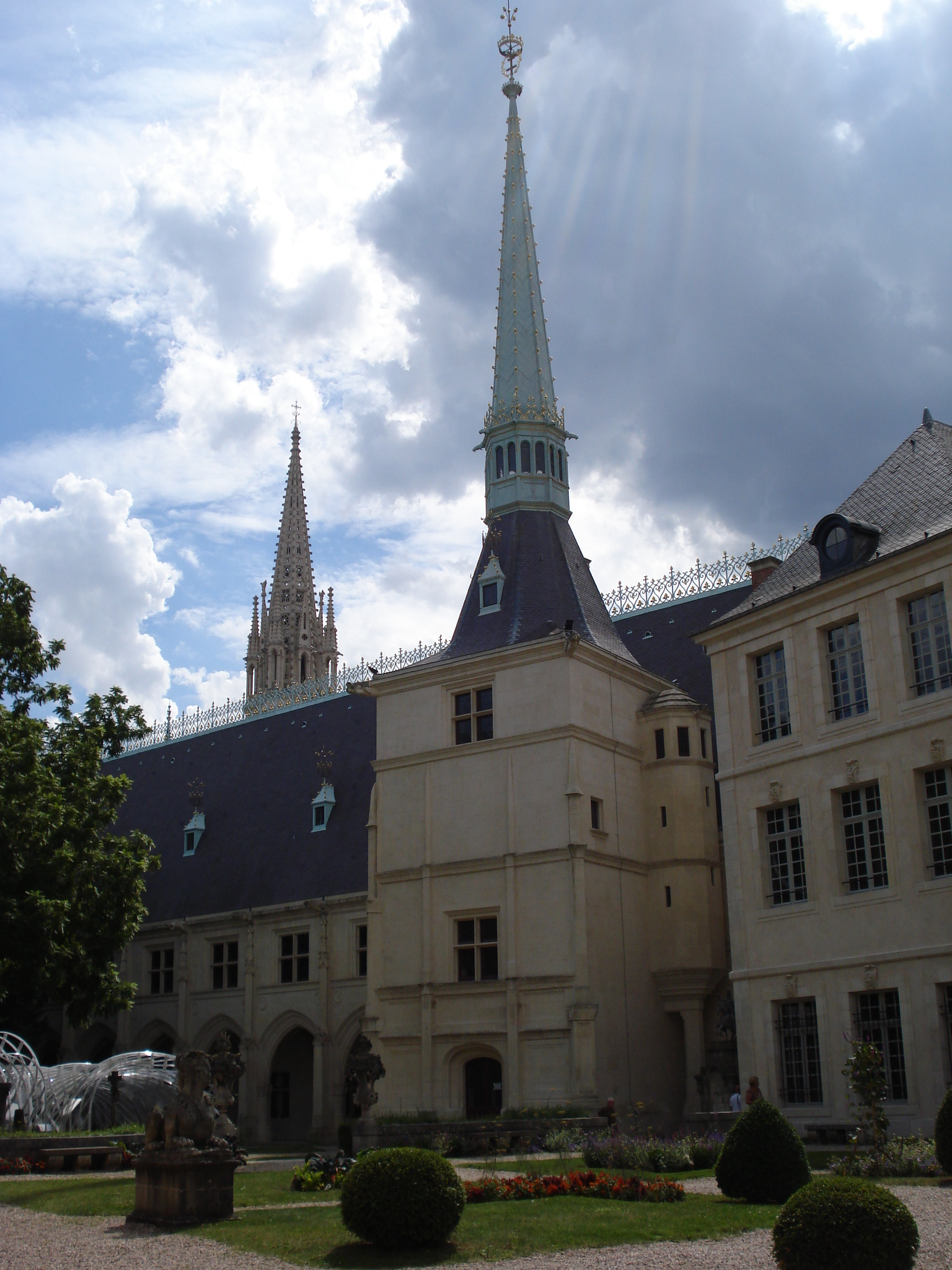
Intérieur de la façade du Palais ducal de Nancy, vu côté jardin.

Le 1er septembre 1670, le maréchal de Créquy entre dans Nancy, s'emparant de la Lorraine de Charles IV, et dirigeant sur place une armée de 26 000 hommes. De l'automne 1670 au printemps 1672, le maréchal de Créquy devient donc gouverneur de Lorraine. Il exécute les ordres rigoureux de Louis XIV et Louvois, et essaie d'en atténuer la dureté sur place, depuis Nancy où il réside. Après la mort de son ancien subordonné le maréchal de Rochefort, à Nancy, le 23 mai 1676, Créquy reprend le gouvernement de la Lorraine qu'il garde jusqu'à sa mort.
Le 26 février 1671, Créquy écrit à Colbert pour lui recommander Mme du Plessis-Bellière, dont le ministre a pourtant provoqué la disgrâce dix ans plus tôt : 
« Quoique mes sollicitations se fassent un peu de loin en loin, j'ose espérer... que vous aurez la bonté de vous ressouvenir que je vous ai parlé pour les intérêts de Mme du Plessis-Bellière, qui recherche d'avoir une entrevue de vous pour vous informer de ses raisons, qui sont telles qu'elles méritent quelque considération... »

### Nouvelle disgrâce
Comme Créquy ne veut pas servir sous les ordres de Turenne - qui venait d'être nommé par Louis XIV capitaine général - à l'instar des maréchaux de Bellefonds[Information douteuse] et d'Humières, il est disgracié de nouveau. Mme de Sévigné écrit à sa fille, Mme de Grignan, une lettre le 29 avril 1672 sur sa dernière entrevue avec le roi :

« Mme du Plessis-Bellière m'a conté la conversation du roi et du maréchal de Créquy: elle est longue, forte, raisonnable et touchante. [...] Le maréchal de Créquy parut désespéré et dit au roi : Sire, ôtez-moi le bâton: n'êtes-vous pas le maître ? [...] Le roi fut touché de l'état où il le voyait, et comme il sortit du cabinet tout transporté, ne connaissant personne, le roi dit au maréchal de Villeroy : Suivez le marquis de Créquy, il est hors de lui ! Le maréchal de Créquy est allé à Marines chez lui, près Pontoise, avec sa femme et ses enfants. [...] Voilà ma bonne, de quoi il a été question depuis quatre jours. »

### Gloire et honneurs

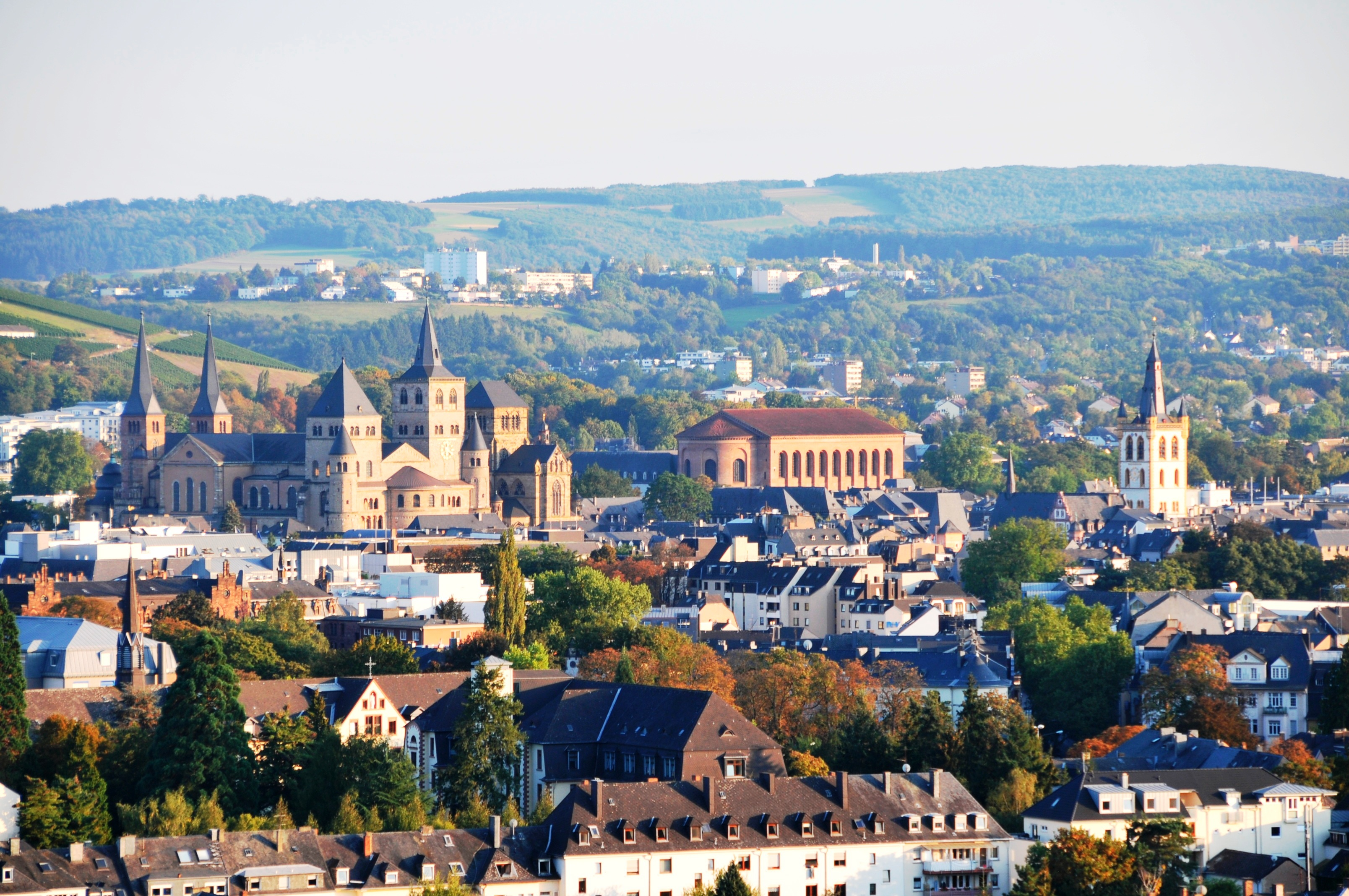
Vue de Trèves

Turenne meurt le 27 juillet 1675 près de Sasbach. Après sa mort et le retrait de Condé, autre grand capitaine, le maréchal de Créquy revient au service comme commandant de l'armée du Rhin (guerre de Hollande). En août 1675, il est battu par Charles de Lorraine à Consarbrück. Il s'agirait de la première défaite véritablement importante de Louis XIV depuis sa prise de pouvoir en 1661.
En septembre 1675, Créquy se laisse enfermer dans Trèves, où il doit faire face à une mutinerie, et où il est fait prisonnier par le colonel lorrain Jean de Croonders.

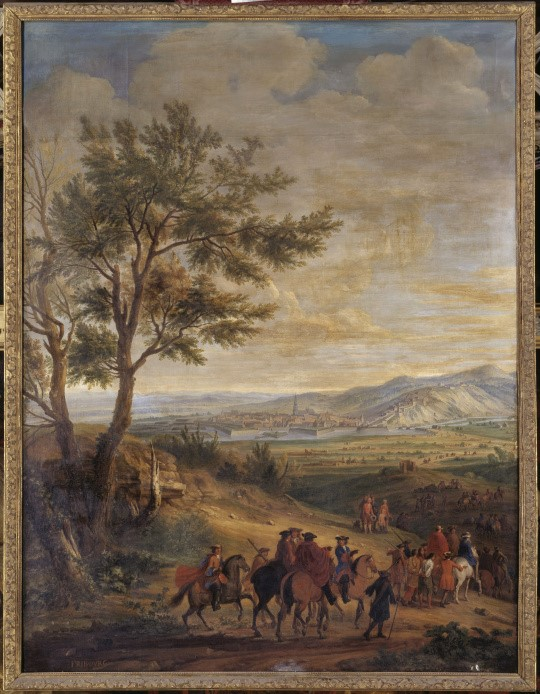
La prise de Fribourg en 1677 par le maréchal de Créquy, Van der Meulen, collection du musée du Louvre

A l'automne 1676, le maréchal de Créquy fit venir à Nancy sa femme Catherine et ses enfants, et s'installa au palais ducal pour y passer l'hiver.
En 1677, le maréchal de Créquy prend sa revanche contre le duc de Lorraine à la bataille de Kokersberg (octobre 1677). Après avoir tenu la puissante armée impériale en échec sur la Seille, la Moselle et la Meuse, il la refoule sur le Palatinat, puis franchit le Rhin par surprise au mois de novembre et s'empare de Fribourg.
Charles-Auguste de La Fare dit de lui : « Il était considéré, dit La Fare, comme le seul qui pût, en quelque façon, remplacer Turenne. »

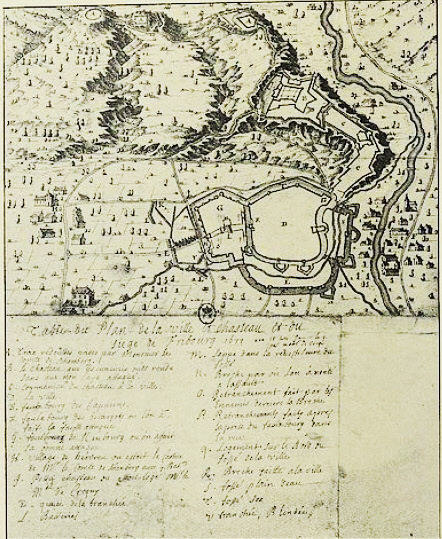
Plan du siège de Fribourg, 1677
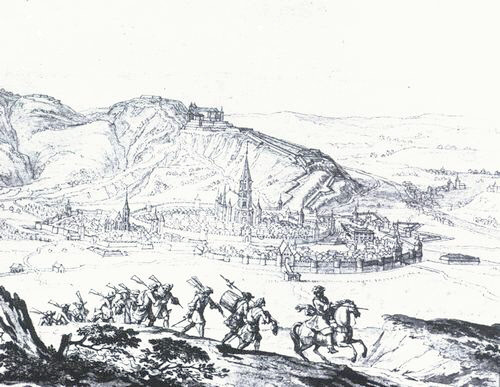
Vue du siège de Fribourg, 1677

En juillet 1678 il est envoyé sécuriser l'Alsace et bat l'électeur de Brandebourg, Frédéric-Guillaume Ier le Grand, ce qui met fin à la troisième guerre de Hollande (1672-1678). En 1679, le maréchal de Créquy pénètre en Allemagne, force à Minden le passage du Weser, occupe l'Oldenbourg et soumet le Branderbourg et le Danemark.

En 1683, il célèbre le mariage de son fils François Joseph, colonel du régiment Royal en 1680, qui épouse Anne Charlotte d'Aumont, fille de Louis Marie, duc d'Aumont, pair de France, et de Madeleine-Dare Le Tellier de Louvois, fille du Chancelier de France Michel Le Tellier et sœur du secrétaire d'État à la Guerre Louvois. Le mariage permet aux Le Tellier, nouvellement riches, de s'allier avec une lignée aristocratique prestigieuse, la famille du maréchal de Créquy y trouvant un moyen d'alimenter un train de vie important.

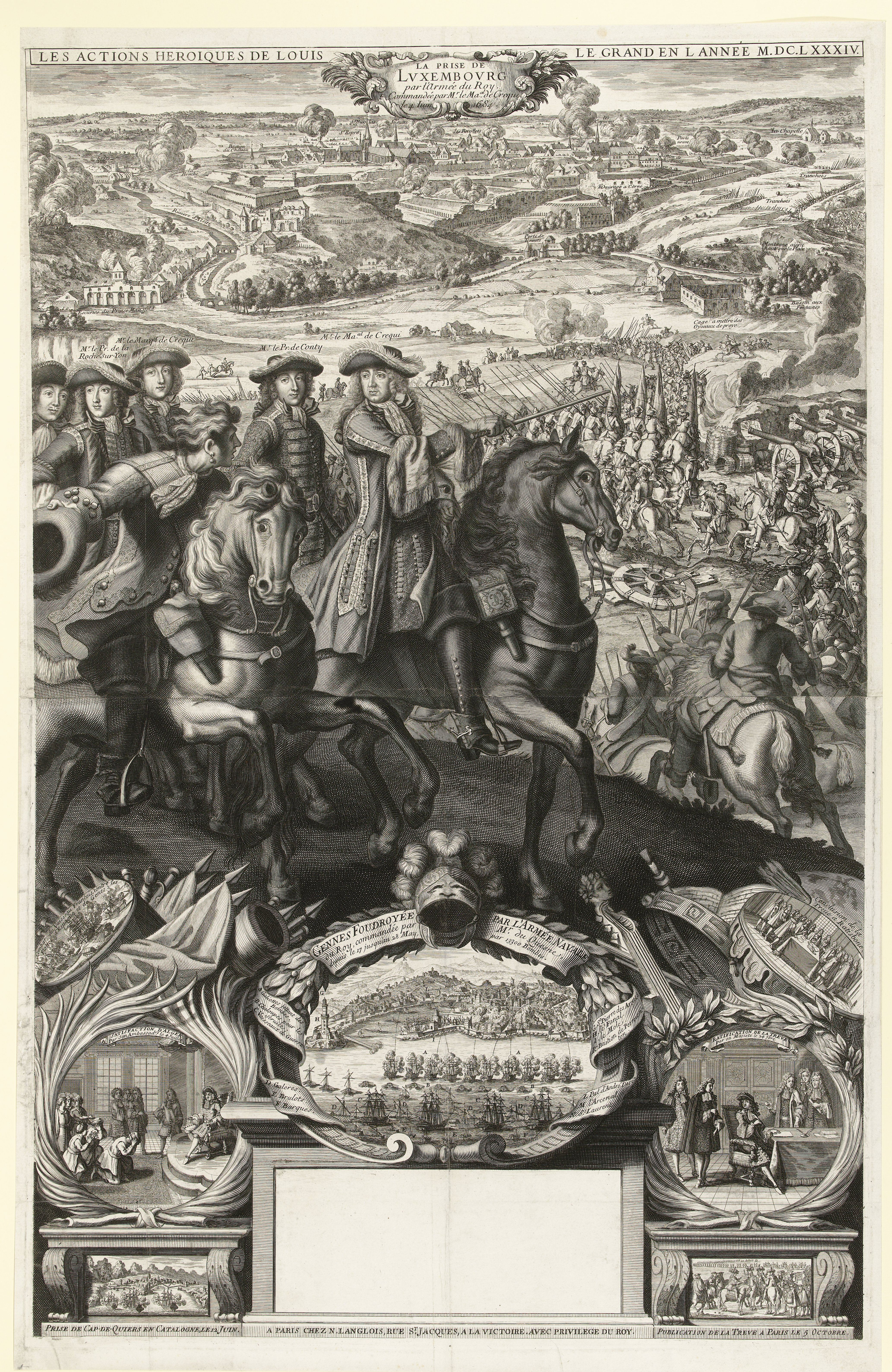
Les Actions Heroiques de Louis le Grand en l année MDCLXXXIV La Prise de Luxembourg par l'Armée du Roy, Commandée par Mr. le Maréchal de Créqui le 4 juin 1684

En 1684, le maréchal de Créquy dirige le siège de Luxembourg, secondé par Vauban, puis prend la ville le 4 juin 1684, permettant à Louis XIV de l'annexer temporairement et de s'y rendre avec sa nouvelle épouse, la marquise de Maintenon. Le maréchal de Créquy est alors au sommet de sa gloire militaire, mais n'obtient pas la charge de maréchal général des camps et armées du roi qu'il convoitait. Le 20 juillet 1684, il fut autorisé à se rendre aux eaux de Barèges, dont il avait déjà éprouvé l'efficacité et qui, cette fois encore, calmèrent ses douleurs. Sa femme Catherine et sa belle-fille l'y accompagnèrent.

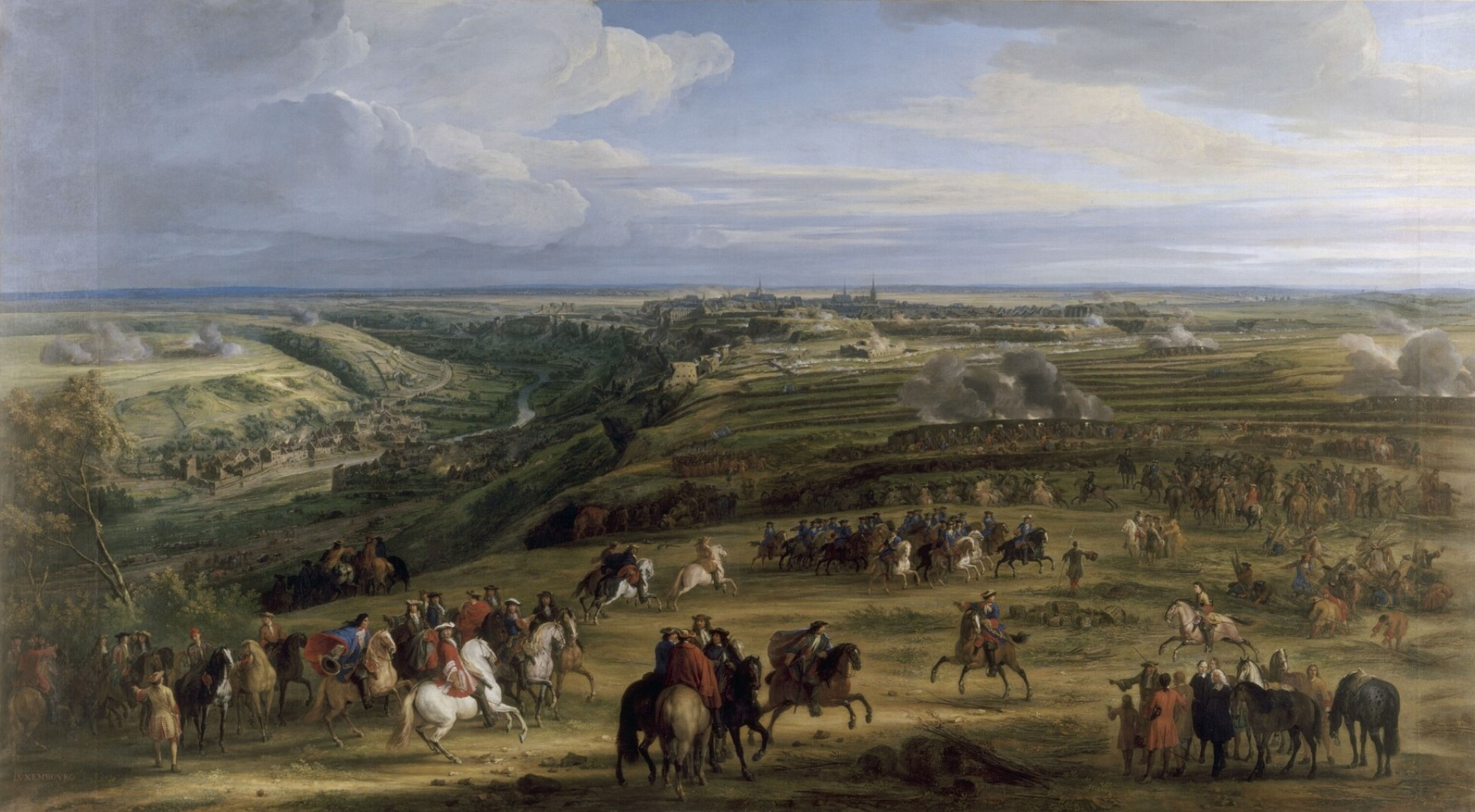
Van der Meulen, Prise de Luxembourg, musée du Louvre, 1684
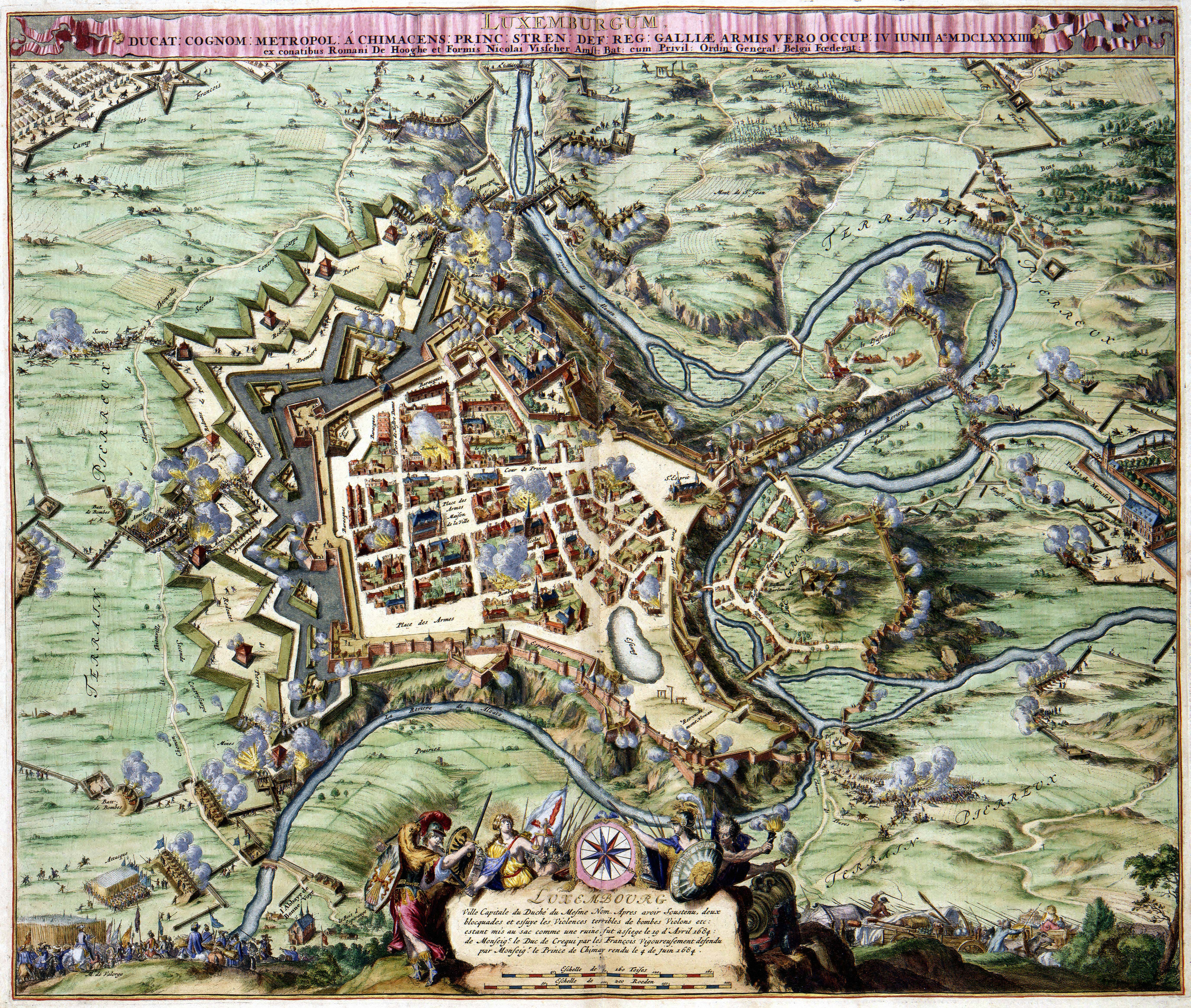
Plan carte du siège de Luxembourg, 1684
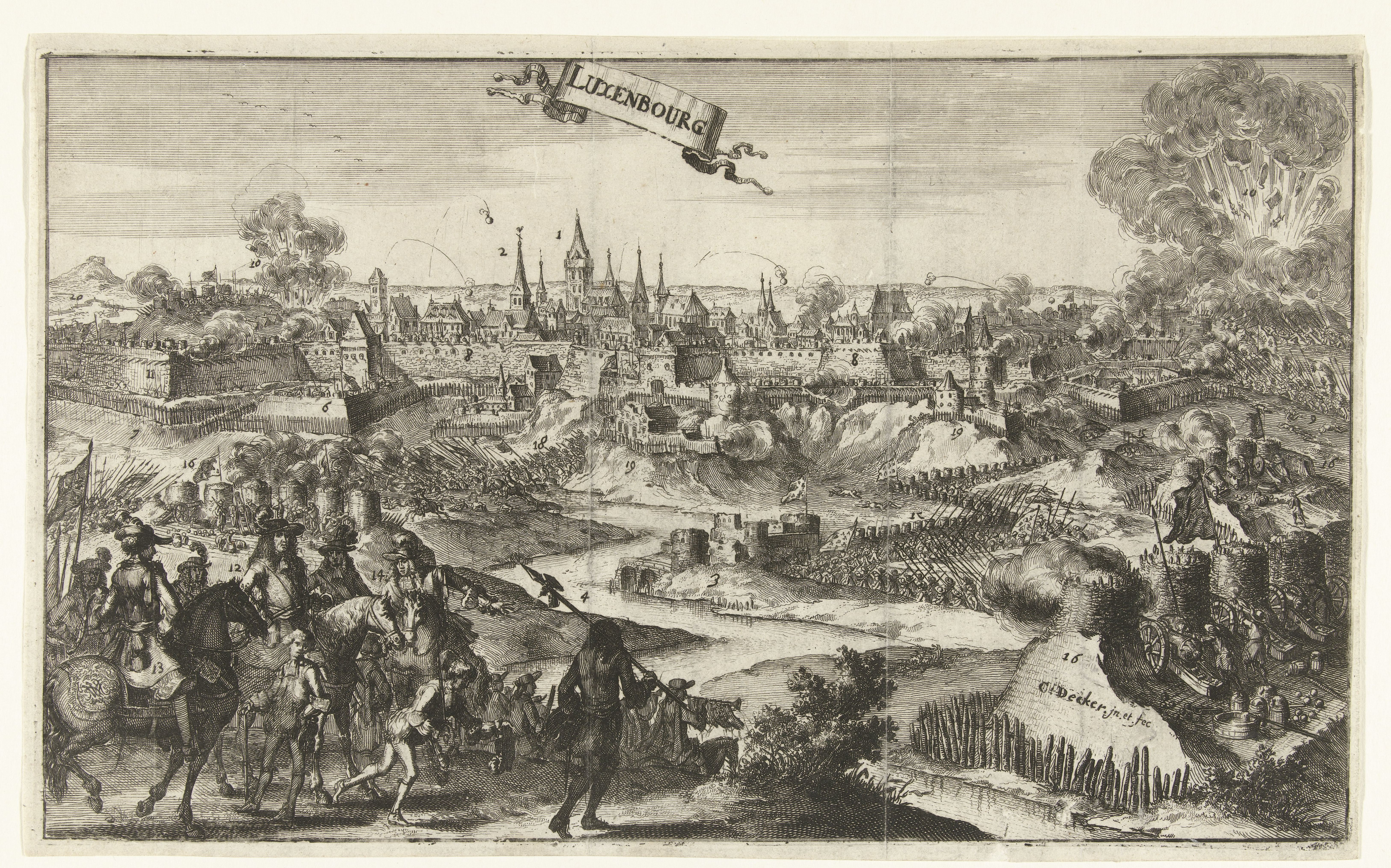
Siège de Luxembourg, 1684

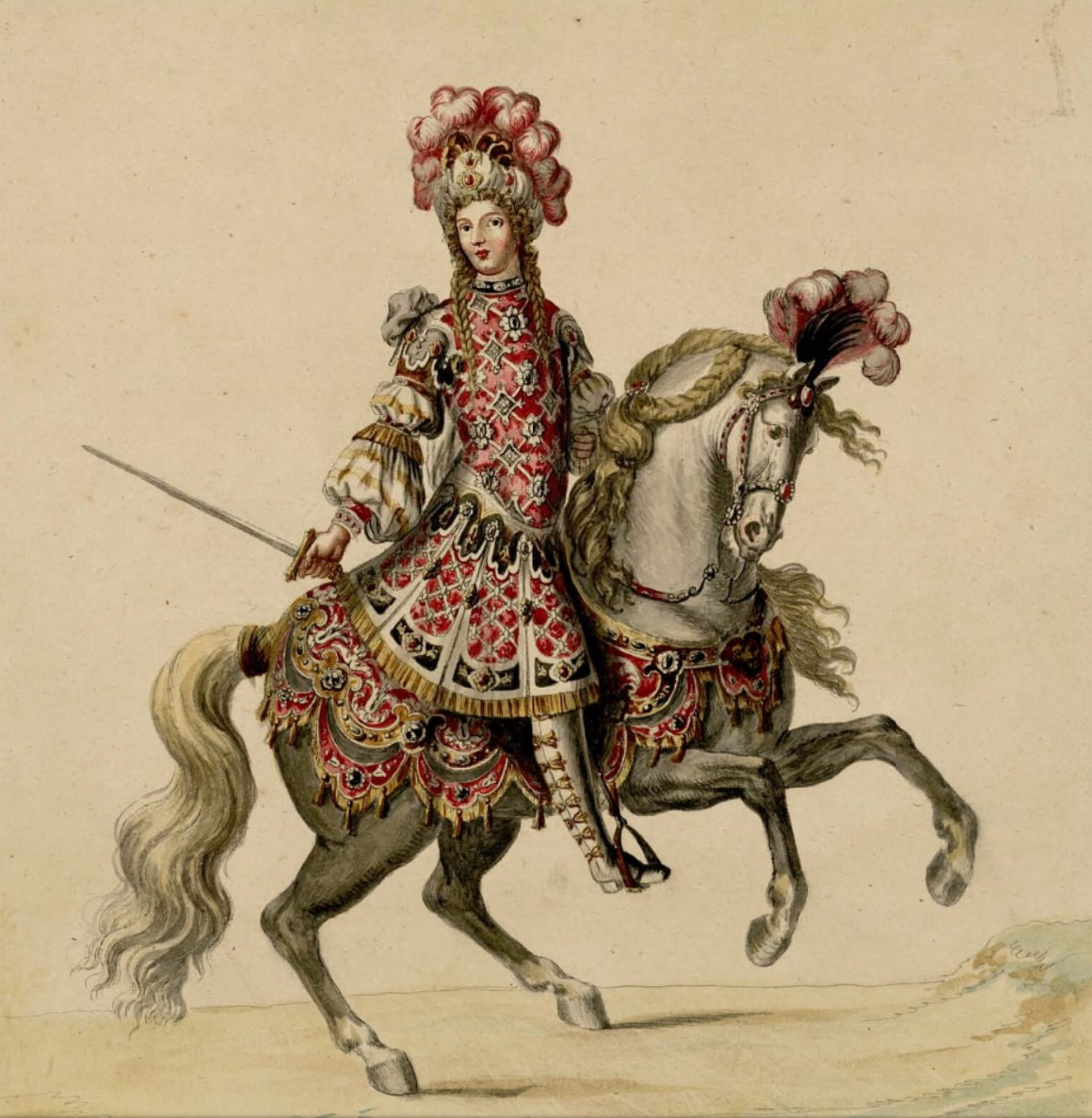
Costume de chevalier de la quadrille du Dauphin, Carrousel des Maures, Versailles, 1685. Ce costume a été porté par le jeune marquis de Créquy, François Joseph, fils du maréchal de Créquy

François Joseph — dit "le beau Créquy" ou "le marquis de Créquy" puisque son père est alors dénommé le maréchal de Créquy — est un des proches compagnons de Monseigneur le Dauphin. Les 4 et 5 juin 1685, il prend part au quadrille de Monseigneur, au carrousel "des galans maures de Grenade" donné dans la carrière de la grande écurie du château de Versailles, en présence de Louis XIV, et où il joue l'un des dix chevaliers Abencérages. Sa devise était un aigle volant, et pour âme : urget juventus et patrius vigor, qu'on traduit par "Son âge et ses aïeux, tout l'oblige à la gloire". On disait de lui qu'il « était très agréable de sa personne ; il avait beaucoup d'esprit et de valeur, mais il était médiocrement adroit, et il aimait trop ses plaisirs ». Au printemps 1686, il s'installe avec son épouse dans l'hôtel de Longueville, voisin de l'hôtel de Créquy (à son père), loué par l'archevêque de Reims pour y offrir l'hospitalité au jeune ménage.

### Décès

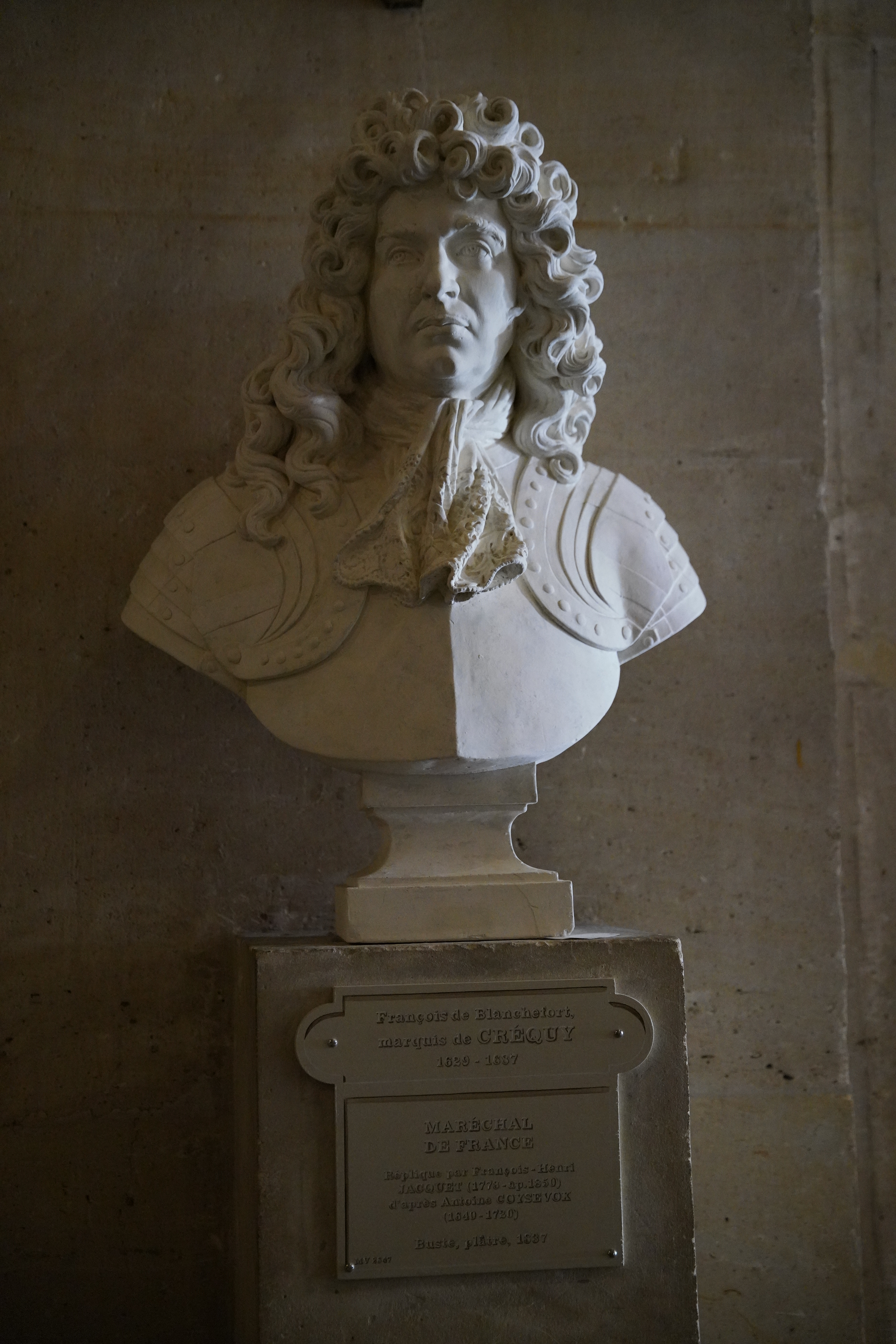
François de Blanchefort de Créquy, buste du XIXe siècle, château de Versailles

Décédé en son hôtel de la rue Saint-Nicaise, à Paris, le 3 février 1687, le maréchal est inhumé dans l'église des Jacobins-Saint-Honoré, dans une chapelle édifiée par sa veuve, la première chapelle à droite du maître-autel, où est placé son mausolée, conçu et dessiné par Charles Le Brun, réalisé par Antoine Coysevox, Jean Joly, et Nicolas Coustou.
Antoine Coysevox exécute la statue du maréchal, figuré priant et accoudé. Jean Joly et Nicolas Coustou réalisent le reste de la statuaire, notamment les statues allégoriques de la Religion et de la Valeur, représentées assises et en proie à la douleur. Cette composition surmonte un bas relief en bronze figurant la bataille de Kochersberg, où le maréchal avait été victorieux. Elle est couronnée par deux anges, portant le blason de la Maison de Créquy.
Son épitaphe, écrite en latin par Jean de Santeul, est traduite et mise en vers rimés par Charles Perrault : 

« Celuy dont le grand coeur, par la gloire animé,
Ne se borna jamais, est icy enfermé.
Son trépas fut suivi des regrets les plus tendres,
Et son épouse en pleurs attend cet heureux jour,
Où la mort, en meslant leurs précieuses cendres,
Les joindra pour jamais, comme a fait leur amour »

.
Le maréchal de Créquy a offert le banc d'œuvre de l'église Saint-Germain l'Auxerrois, réalisé par François Mercier sur un dessin de Charles Le Brun.
Lorsque l'église des Jacobins Saint Honoré fut occupée en 1791 par le Club des jacobins, avant d'être détruite, ce beau mausolée, dont l'aspect n'est plus connu que par des gravures, fut démonté (avec celui du peintre Pierre Mignard). Après un dépôt au Musée des monuments français, seul le buste du maréchal de Créquy fut remonté en 1819 dans l'église Saint-Roch, dans la chapelle des sculptures, où il est toujours visible, avec une partie du mausolée de son frère, le duc de Créquy (exécuté par Simon Hurtrelle et Pierre Mazeline), provenant de la chapelle du couvent des Capucines de la place Vendôme.

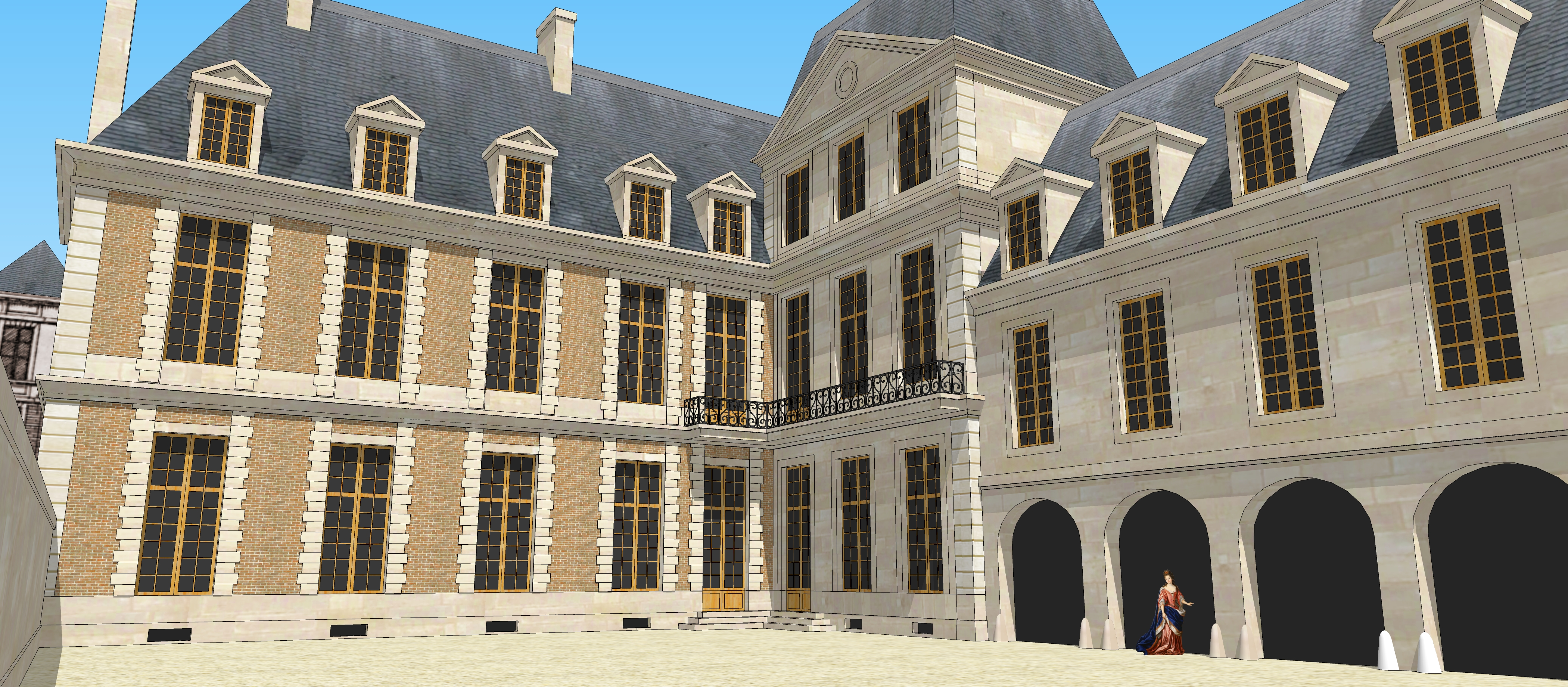
Restitution de l'Hôtel de Créquy, où est mort le maréchal.
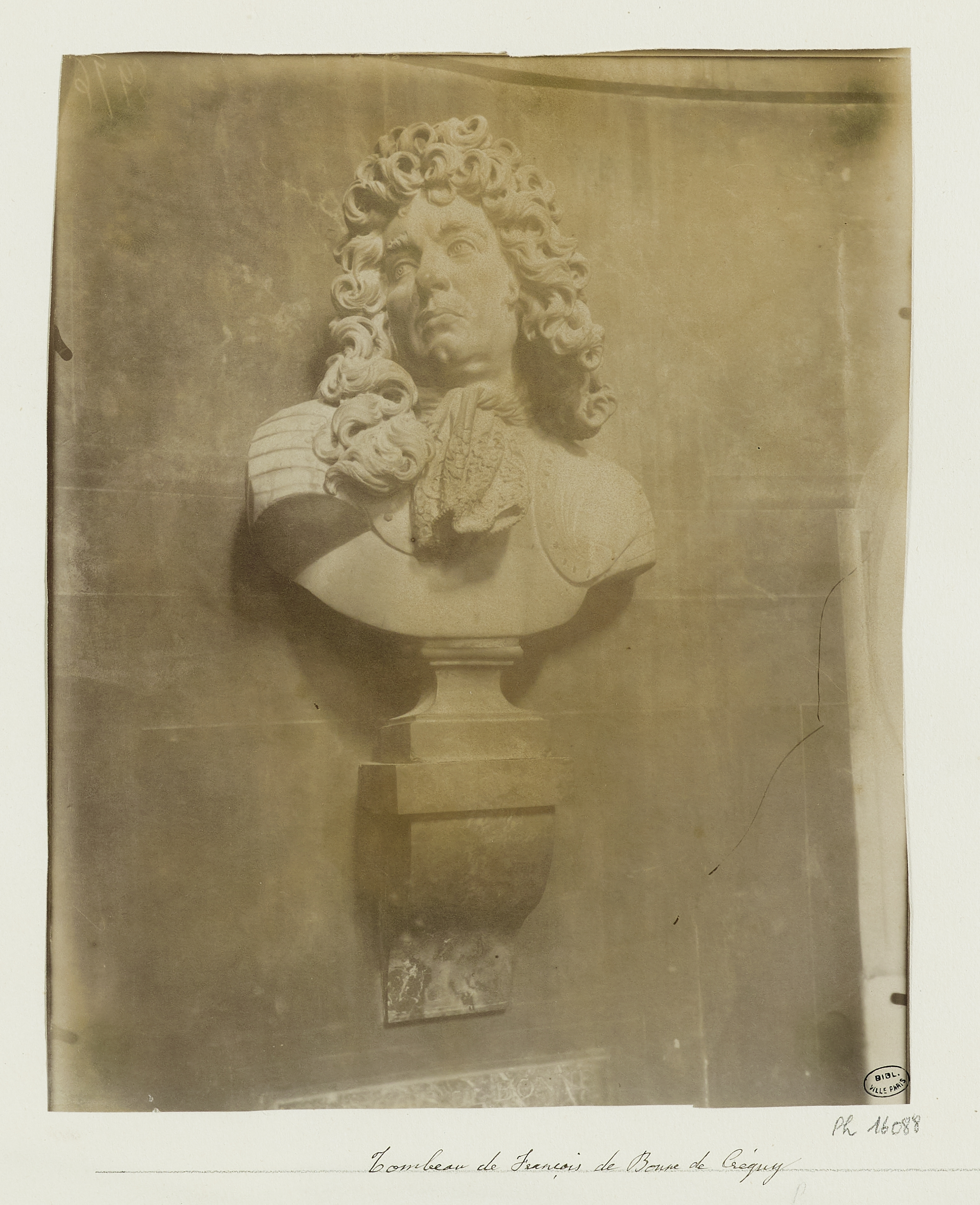
Buste du tombeau du maréchal de Créquy
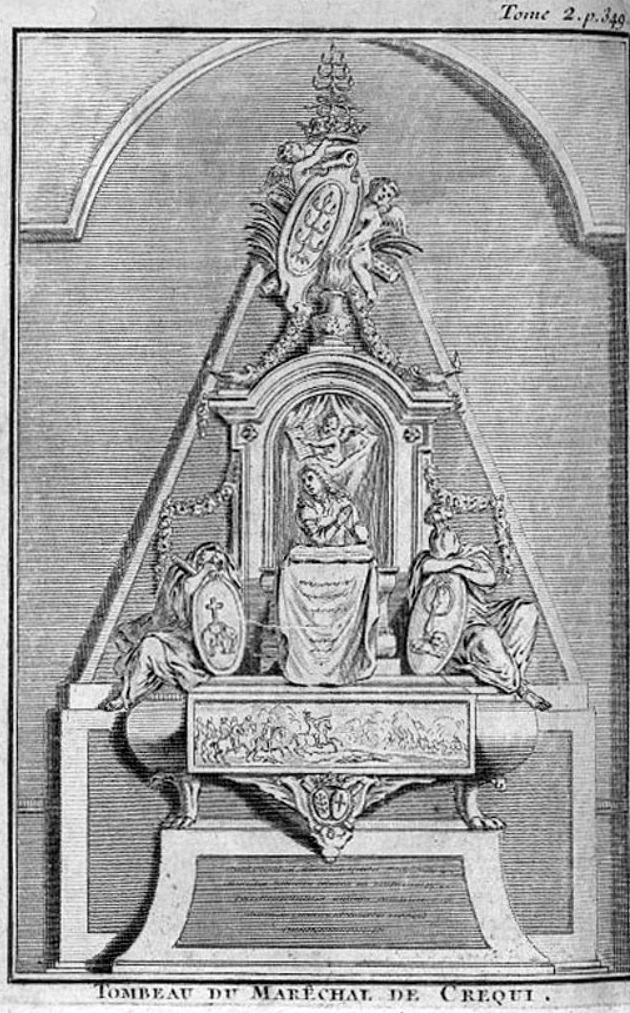
Tombeau du maréchal de Créquy, dans l'église (disparue) des Jacobins de la rue Saint-Honoré, à Paris

### Mariage et descendance

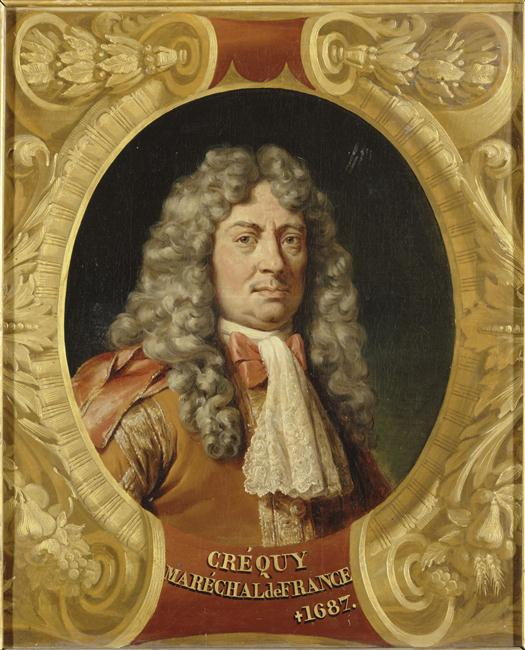
Franque - François de Créquy, XIXe siècle - MV 7405

François de Créquy épouse en 1657 Catherine de Rougé, fille de Jacques de Rougé, marquis du Plessis-Bellière, lieutenant général des armées du Roi, et de Suzanne de Bruc. Elle meurt le 5 avril 1713, après ses fils et ses petites-filles. Comme elle survit à toute sa descendance, elle hérite de son époux la seigneurie de Moreuil, qu'elle laisse, après elle, à son petit-neveu Louis de Rougé, marquis du Plessis-Bellière. Après sa mort, la seigneurie de Marines est vendue en 1714. Elle est inhumée avec son époux.
De l'union entre François de (Blanchefort) Créquy et Catherine de Rougé, sont issus deux enfants :
- François Joseph de (Blanchefort) Créquy, marquis de Créquy, colonel du régiment Royal en 1680, brigadier des armées du roi en 1690, maréchal de camp en 1691, lieutenant général en 1696. Il est tué à la bataille de Luzzara, en 1702. Il épouse en 1683 Anne Charlotte d'Aumont, fille de Louis Marie, duc d'Aumont, pair de France, et Madeleine Le Tellier de Louvois. Ils ont trois filles, mortes avant lui sans alliance ;
- Nicolas Charles de (Blanchefort) Créquy, dit le marquis de Blanchefort, colonel du régiment d'Anjou, maréchal de camp, mort à Tournai le 16 mars 1696, sans s'être marié.